# Русиновице
Русиновице (пол. Rusinowice) — остановочный пункт железной дороги (платформа) в селе Русиновице в гмине Кошенцин, в Силезском воеводстве Польши. Имеет 2 платформы и 2 пути.
Остановочный пункт построен в 1884 году, когда эта территория была в составе Германской империи.